# Klify Ta’ Ċenċ
Klify Ta' Ċenċ (ang. Ta’ Ċenċ Cliffs, także jako Sanap Cliffs) – 20-hektarowy pas liniowy wybrzeża klifowego w Sannat, znajdujący się na południowym wybrzeżu wyspy Gozo, w Republice Malty, na Morzu Śródziemnym. Strome i nierówne klify wznoszące się od poziomu morza do wysokości 120 metrów pokryte są roślinnością typu garrigue. 

## Fauna
Klify są uznawane przez międzynarodową organizację pozarządową BirdLife International za ważną ostoję ptaków, gdzie odbywa cykl lęgowy od 800 do 1000 par burzyków Cory i od 150 do 300 par burzyków śródziemnomorskich.

## Znaleziska

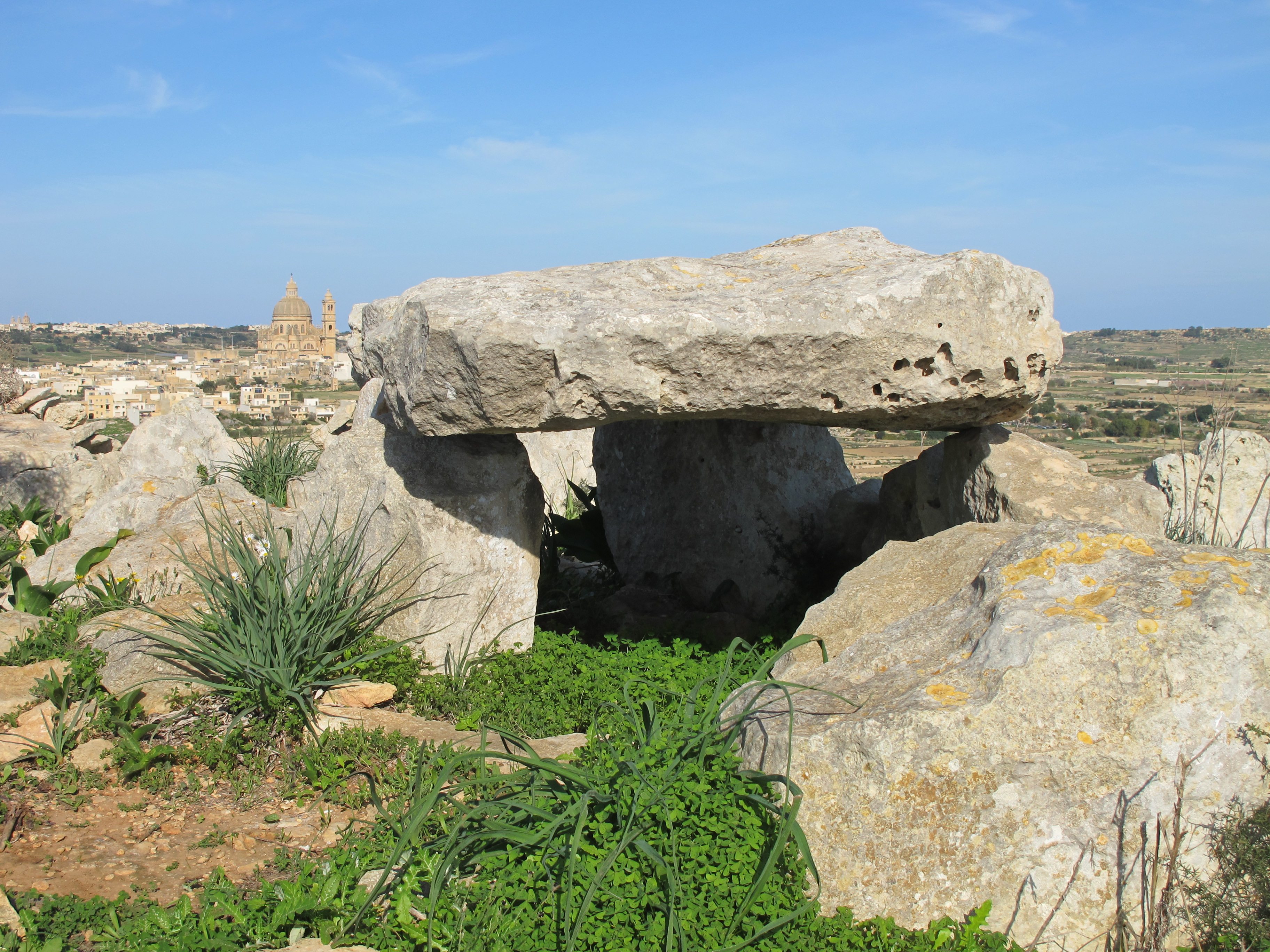
Dolmen na klifie Ta’ Ċenċ

W pobliżu klifów Ta’ Ċenċ znaleziono pozostałości archeologiczne. Należą do nich:
- Borġ l-Imramma – pozostałości megalitycznej świątyni z okresu Mġarr;
- Dwa dolmeny, pochodzące z okresu cmentarza Tarxien;
- Liczne prehistoryczne koleiny.

## Galeria

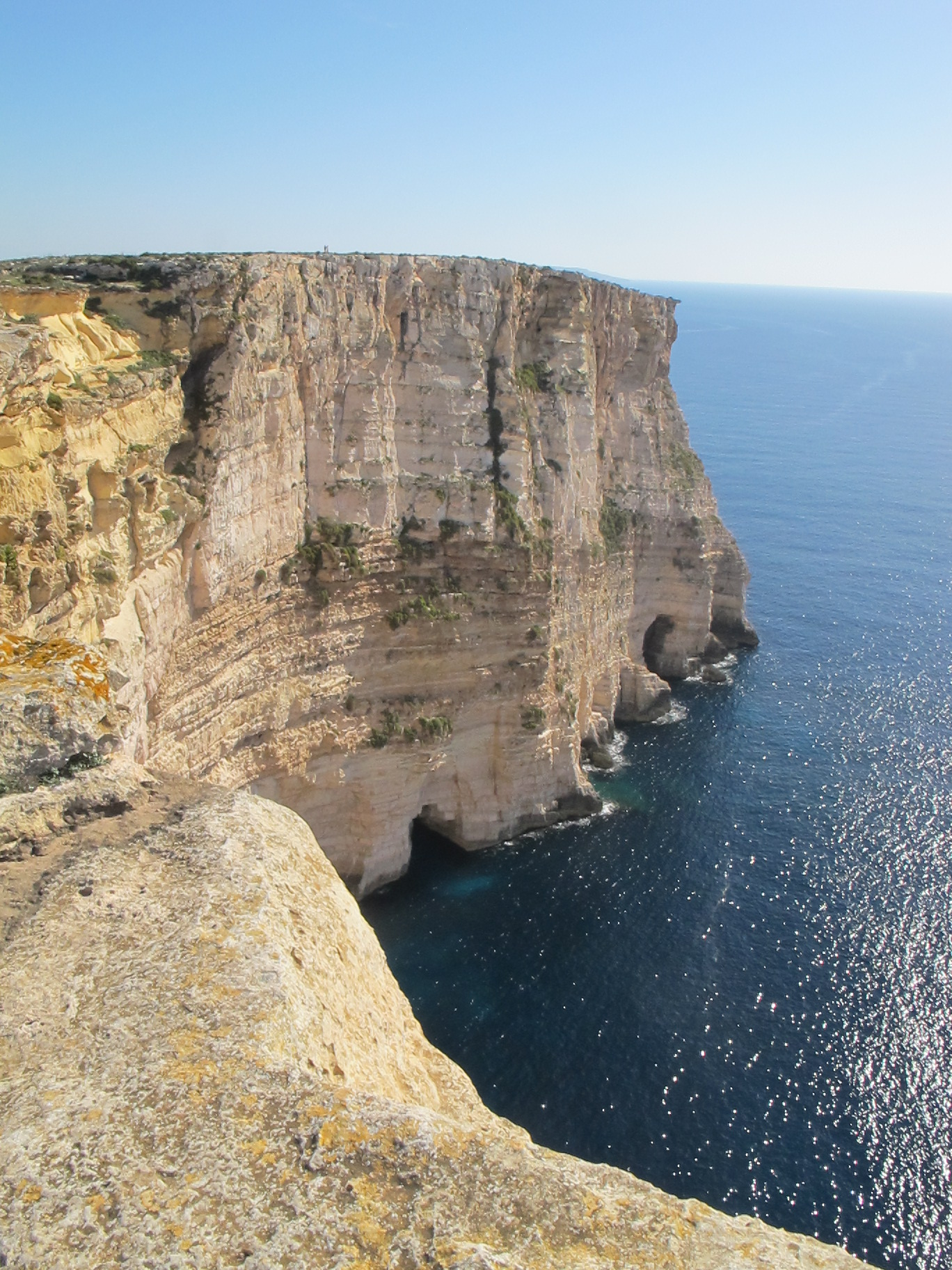
Przechylenie od strony klifów Ta’ Ċenċ
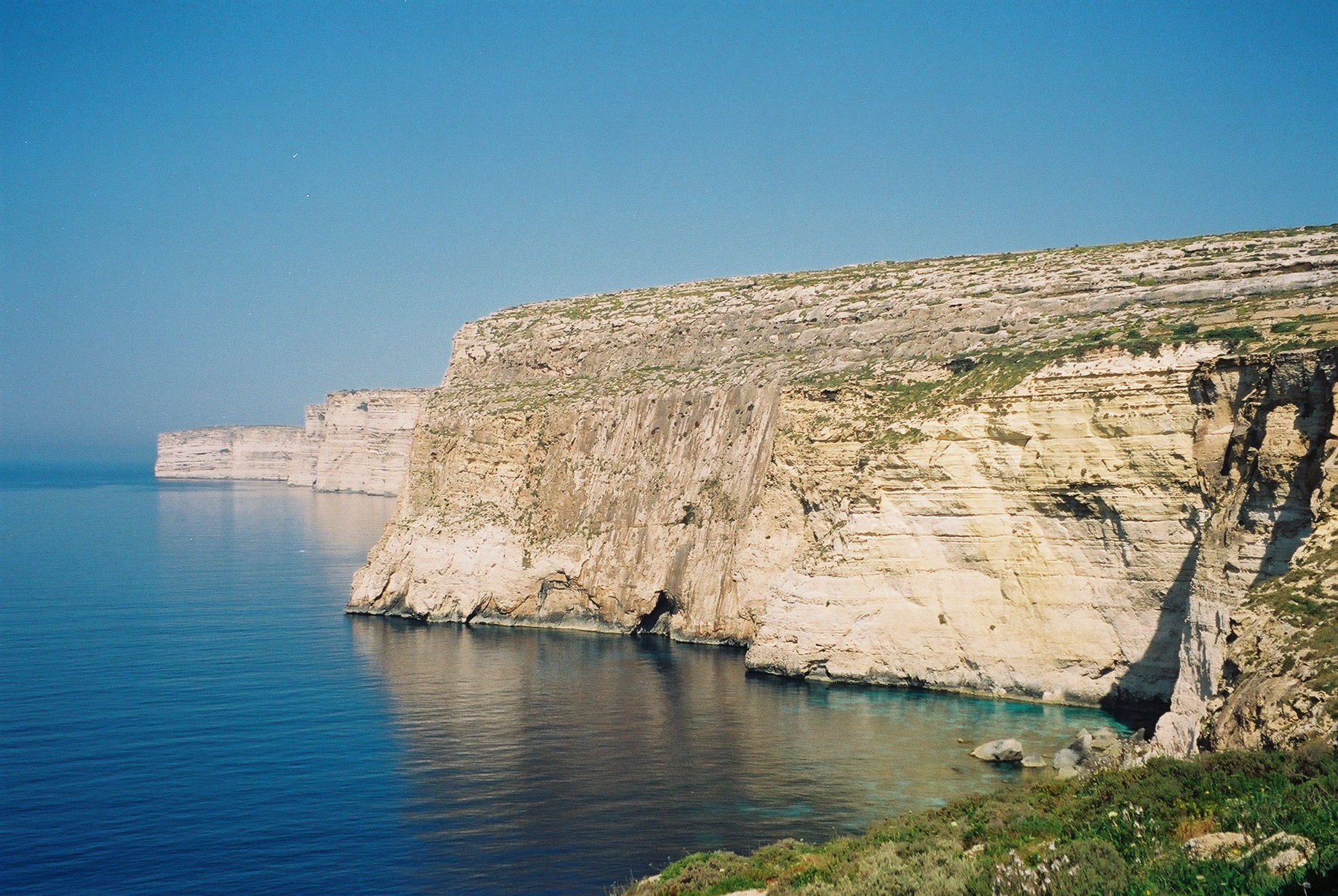
Klify Ta' Ċenċ
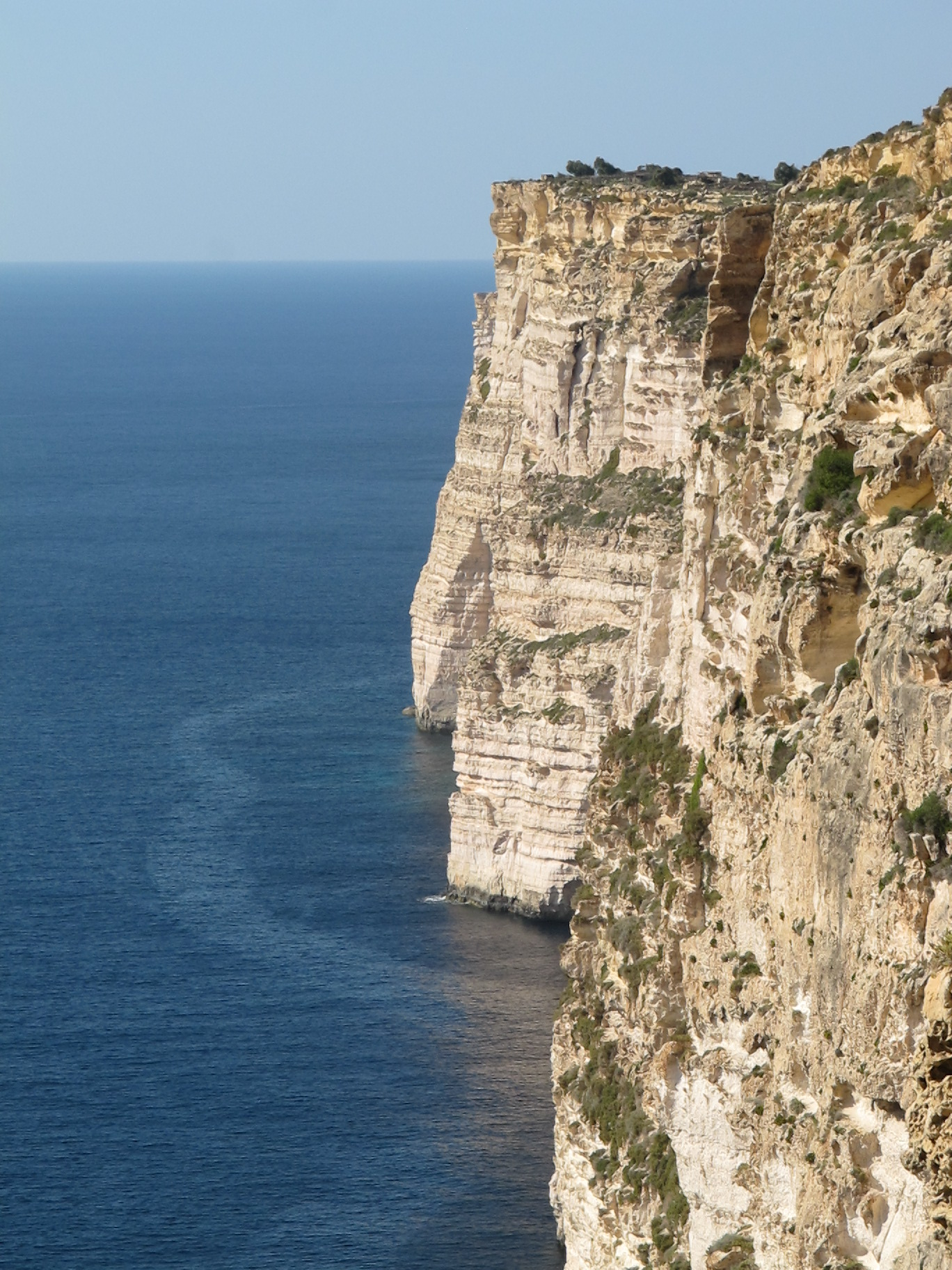
Przechylenie od strony klifów Ta’ Ċenċ